# Три августовских дня
«Три августовских дня» (англ. Three Days In August) — кинофильм 1992 года совместного производства США и России. В этом фильме снялись как русские актёры, работающие на родине, так и актёры-эмигранты (такие как Олег Видов).

## Сюжет
Фильм является попыткой реконструкции на экране событий, происходивших 18-21 августа 1991 года в Москве во время августовского путча.
Повествование в фильме ведётся от лица Михаила (ему же принадлежит закадровый голос в некоторых сценах), приехавшего к своим родителям с невестой в Москву. Никто в семье не знает о том, что будет переворот, кроме отца Михаила — генерала Власова (Олег Видов). Параллельно с сюжетной линией Михаила в первой половине фильма существует также линия охранника, который пытается доставить из Крыма письмо, в котором содержится информация о здоровье Горбачёва.
Музыка к фильму написана Пит Рипит, клавишником известной датской поп-рок группы Big Fat Snake (дат. Big Fat Snake).

## В ролях
- Дарья Майорова — Далия
- Антон Яковлев — Михаил
- Ольга Барнет — няня
- Александр Белявский — генерал-полковник КГБ
- Паул Буткевич — отец Далии
- Дмитрий Добровольский — Дима
- Галина Польских — Анна Власова
- Олег Видов — генерал Владимир Власов
- Раиса Рязанова — Наталья Кармушка
- Наталья Крачковская — бабушка с ребенком
- Владимир Трещалов — водитель автобуса
- Владимир Никитин — капитан милиции
- Андрей Юренев — сотрудник КГБ
- Игорь Демуров — Руслан Хасбулатов
- Виктор Незнанов — майор
- Александр Скороход — Борис Ельцин
- Елена Астафьева — Ольга

## Интересные факты
- В России фильм выходил в укороченном виде — 92 и 64 минуты (длительность полной версии — 101 минута).